# 萬振孫
萬振孫（1533年—？），字性孺，直隸廬州府合肥縣民籍江西南昌府南昌縣人，明朝政治人物。

## 生平
嘉靖三十七年（1558年）戊午科應天府鄉試第一百二十五名舉人。嘉靖四十一年（1562年）中式壬戌科會試第一百九十三名，二甲第八十二名進士。历官福建汀州府知府，萬曆二十三年（1595年）二月升湖广按察司副使，二十八年八月守備湖廣少監杜茂以地方鼓噪弹劾湖广兵備府縣等官，擬降調振孫廣西參議，尋奪職为民。

## 家族
曾祖萬鉞；祖父萬永權；父萬瑞，府通判。母羅氏。重庆下。兄庚孫。弟器孫、似孫、延孫、述孫。